# Coppa del Mondo juniores di slittino 2007
La Coppa del Mondo juniores di slittino 2006/07, quattordicesima edizione della manifestazione organizzata dalla Federazione Internazionale Slittino, è iniziata il 28 novembre 2006 a Winterberg, in Germania e si è conclusa il 16 gennaio 2007 a Schönau am Königssee, in Germania. Si sono disputate quindici  gare: cinque nel singolo uomini, nel singolo donne e nel doppio in quattro differenti località.
L'appuntamento clou della stagione sono stati i campionati mondiali juniores 2007 disputatisi a Cesana Torinese, in Italia, sulla pista olimpica di Cesana Pariol, competizione non valida ai fini della Coppa del Mondo.

## Risultati

### Singolo uomini
| Data               | Località             | Nazione  | Primo classificato              | Secondo classificato   | Terzo classificato              |
| ------------------ | -------------------- | -------- | ------------------------------- | ---------------------- | ------------------------------- |
| 29 novembre 2006   | Winterberg           | Germania | Manuel Pfister Austria          | Wolfgang Kindl Austria | Christopher Mazdzer Stati Uniti |
| 2 dicembre 2006    | Winterberg           | Germania | Manuel Pfister Austria          | Wolfgang Kindl Austria | Peter Fischer Germania          |
| 9 dicembre 2006    | Oberhof              | Germania | Christopher Mazdzer Stati Uniti | Wolfgang Kindl Austria | Manuel Pfister Austria          |
| 16 dicembre 2006   | Innsbruck            | Austria  | Wolfgang Kindl Austria          | Manuel Pfister Austria | Christopher Mazdzer Stati Uniti |
| 12-13 gennaio 2007 | Schönau am Königssee | Germania | Sascha Benecken Germania        | Wolfgang Kindl Austria | Manuel Pfister Austria          |

### Singolo donne
| Data               | Località             | Nazione  | Prima classificata            | Seconda classificata          | Terza classificata          |
| ------------------ | -------------------- | -------- | ----------------------------- | ----------------------------- | --------------------------- |
| 28 novembre 2006   | Winterberg           | Germania | Madeleine Teuber Germania     | Stefanie Sieger Germania      | Anastasia Young Stati Uniti |
| 1º dicembre 2006   | Winterberg           | Germania | Stefanie Sieger Germania      | Natalie Geisenberger Germania | Madeleine Teuber Germania   |
| 9 dicembre 2006    | Oberhof              | Germania | Natalie Geisenberger Germania | Stefanie Sieger Germania      | Carina Schwab Germania      |
| 15 dicembre 2006   | Innsbruck            | Austria  | Natalie Geisenberger Germania | Stefanie Sieger Germania      | Carina Schwab Germania      |
| 12-13 gennaio 2007 | Schönau am Königssee | Germania | Natalie Geisenberger Germania | Stefanie Sieger Germania      | Carina Schwab Germania      |

### Doppio
| Data               | Località             | Nazione  | Primi classificati                       | Secondi classificati                     | Terzi classificati                              |
| ------------------ | -------------------- | -------- | ---------------------------------------- | ---------------------------------------- | ----------------------------------------------- |
| 28 novembre 2006   | Winterberg           | Germania | Tobias Wendl Tobias Arlt Germania        | Ronny Pietrasik Christian Weise Germania | Cosmin Chetroiu Ionuț Țăran Romania             |
| 1º dicembre 2006   | Winterberg           | Germania | Tobias Wendl Tobias Arlt Germania        | Ronny Pietrasik Christian Weise Germania | Christopher Mazdzer Jayson Terdiman Stati Uniti |
| 8 dicembre 2006    | Oberhof              | Germania | Tobias Wendl Tobias Arlt Germania        | Toni Eggert Marcel Oster Germania        | Christopher Mazdzer Jayson Terdiman Stati Uniti |
| 15 dicembre 2006   | Innsbruck            | Austria  | Tobias Wendl Tobias Arlt Germania        | Ronny Pietrasik Christian Weise Germania | Toni Eggert Marcel Oster Germania               |
| 12-13 gennaio 2007 | Schönau am Königssee | Germania | Ronny Pietrasik Christian Weise Germania | Toni Eggert Marcel Oster Germania        | Christopher Mazdzer Jayson Terdiman Stati Uniti |

## Classifiche

### Singolo uomini
| Pos. | Nome                | Nazione     | WIN-1 | WIN-2 | OBE | INN | KÖN | Totale |
| ---- | ------------------- | ----------- | ----- | ----- | --- | --- | --- | ------ |
| 1    | Wolfgang Kindl      | Austria     | 2     | 2     | 2   | 1   | 2   | 440    |
| 2    | Manuel Pfister      | Austria     | 1     | 1     | 3   | 2   | 3   | 425    |
| 3    | Christopher Mazdzer | Stati Uniti | 3     | 4     | 1   | 3   | 4   | 360    |
| 4    | Peter Fischer       | Germania    | 4     | 3     | 4   | 5   | 8   | 287    |
| 5    | Sascha Benecken     | Stati Uniti | 16    | 11    | 10  | 7   | 1   | 241    |

### Singolo donne
| Pos. | Nome                 | Nazione     | WIN-1 | WIN-2 | OBE | INN | KÖN | Totale |
| ---- | -------------------- | ----------- | ----- | ----- | --- | --- | --- | ------ |
| 1    | Stefanie Sieger      | Germania    | 2     | 1     | 2   | 2   | 2   | 440    |
| 2    | Natalie Geisenberger | Germania    | DNF   | 2     | 1   | 1   | 1   | 385    |
| 3    | Carina Schwab        | Germania    | 4     | 4     | 3   | 3   | 3   | 330    |
| 4    | Anastasia Young      | Stati Uniti | 3     | 5     | 12  | 7   | 9   | 242    |
| 5    | Madeleine Teuber     | Germania    | 1     | 3     | DNF | DNF | 5   | 225    |

### Doppio
| Pos. | Nome                                | Nazione     | WIN-1 | WIN-2 | OBE | INN | KÖN | Totale |
| ---- | ----------------------------------- | ----------- | ----- | ----- | --- | --- | --- | ------ |
| 1    | Ronny Pietrasik Christian Weise     | Germania    | 2     | 2     | 4   | 2   | 1   | 415    |
| 2    | Tobias Wendl Tobias Arlt            | Germania    | 1     | 1     | 1   | 1   | -   | 400    |
| 3    | Christopher Mazdzer Jayson Terdiman | Stati Uniti | 4     | 3     | 3   | 4   | 3   | 330    |
| 4    | Toni Eggert Marcel Oster            | Germania    | DNF   | 13    | 2   | 3   | 2   | 270    |
| 5    | Cosmin Chetroiu Ionuț Țăran         | Romania     | 3     | 4     | 7   | 6   | 17  | 250    |